# Perville
Perville település Franciaországban, Tarn-et-Garonne megyében. Lakosainak száma 169 fő (2022. január 1.). Perville Grayssas, Puymirol, Saint-Maurin, Saint-Urcisse, Tayrac, Castelsagrat, Gasques és Montjoi községekkel határos.

## Népesség
A település népessége az elmúlt években az alábbi módon változott:
| Lakosok száma | 124  | 126  | 136  | 143  | 152  | 162  | 167  | 172  | 169  |
|               | 2013 | 2015 | 2016 | 2017 | 2018 | 2019 | 2020 | 2021 | 2022 |